# Poa badensis
Poa badensis — вид квіткових рослин родини злакових (Poaceae). Ареал: Європа (Австрія, Швейцарія, Чехія, Німеччина, Польща, Словаччина, Албанія, Болгарія, Хорватія, Італія, Румунія, Сербія, Словенія, Франція, Португалія, Північний Кавказ) й Азія (Туреччина, Вірменія, Азербайджан, Грузія, пн.-зх. Іран). 

## Екологія
Населяє сухі степові схили.

## Біоморфологічна характеристика
Багаторічний гемікриптофіт. Стеблини прямовисні, заввишки 20–35 см, 0.5–1 мм у діаметрі, контур круговий хвилястий. Бічні гілки відсутні. Листки переважно прикореневі. Піхви листків на поверхні голі; язичок від 1 (найнижчі) до 6 мм (найвищі), урізаний чи загострений; листові пластинки двоскладні, 2–6 см завдовжки й 2–3 мм ушир, сизі. Суцвіття — волоть відкрита, густоквіткова, яйцеподібна, 4–7 см завдовжки; гілки волоті шорсткі. Колосочки поодинокі, овальні, чітко двосторонні, плямисто від жовто-зеленого до фіолетового; плодючі колоски з 5–9 плідних квіточок зі зменшеними квітками на верхівці, довгасті, стиснуті з боків, 5–6 мм завдовжки. Колоскові луски стійкі, подібні, коротші за колосочки, загострені, 1-кілеві, яйцеподібні; нижня — 1-жилкова; верхня — 3-жилкова, 0.9 довжини сусідньої фертильної леми. Плодючі леми яйцеподібні, 3 мм завдовжки, кілюваті, 5-жилкові, поверхня запушена, волохата на спині, верхівка гостра. Палеї кіли війчасті. Пиляків 3. Цвітіння: травень — серпень. Плід — зернівка. 2n=14,28,42.

## Використання
Може використовуватись як газон і як джерело їжі для худоби.

## Галерея

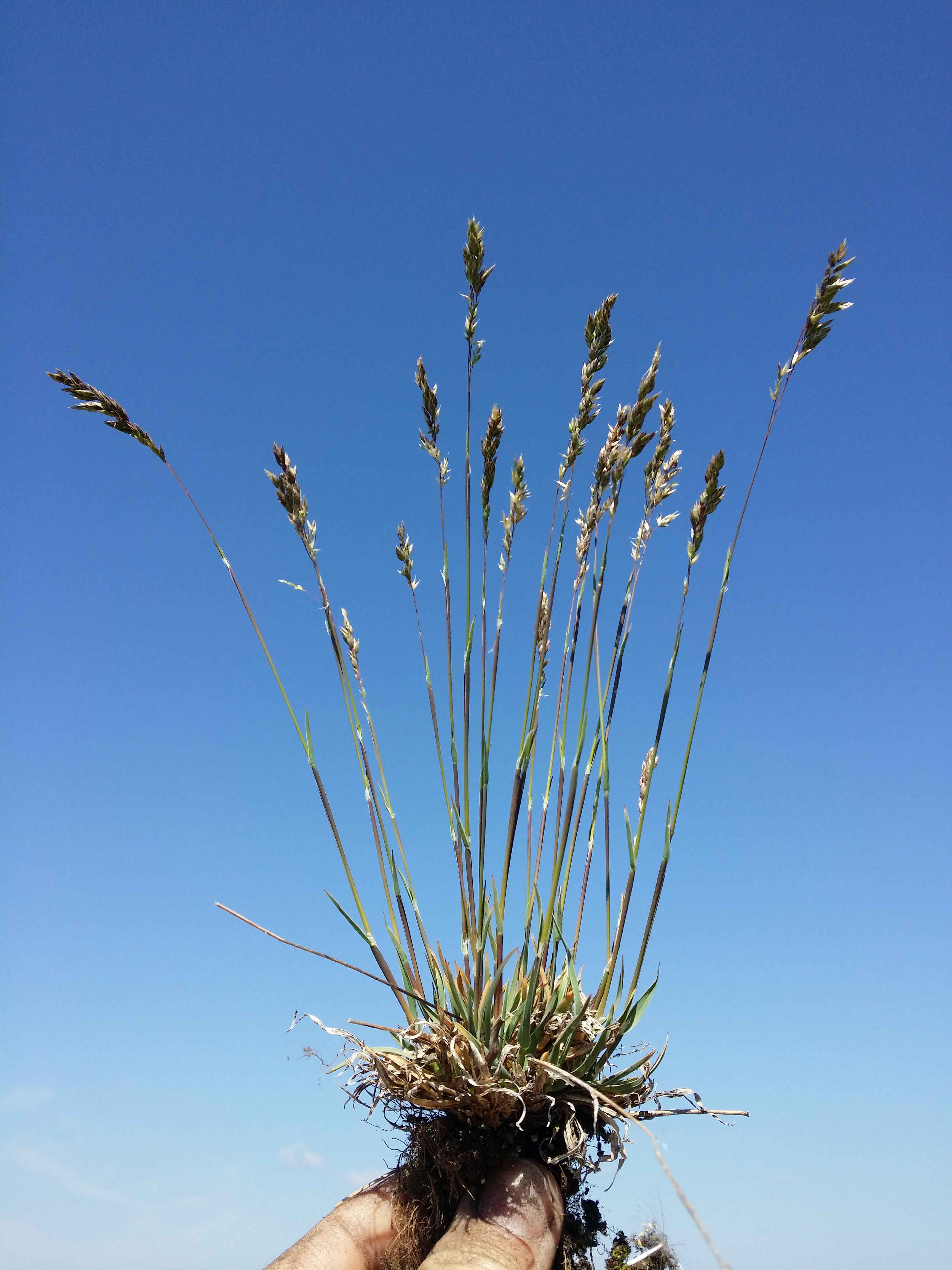
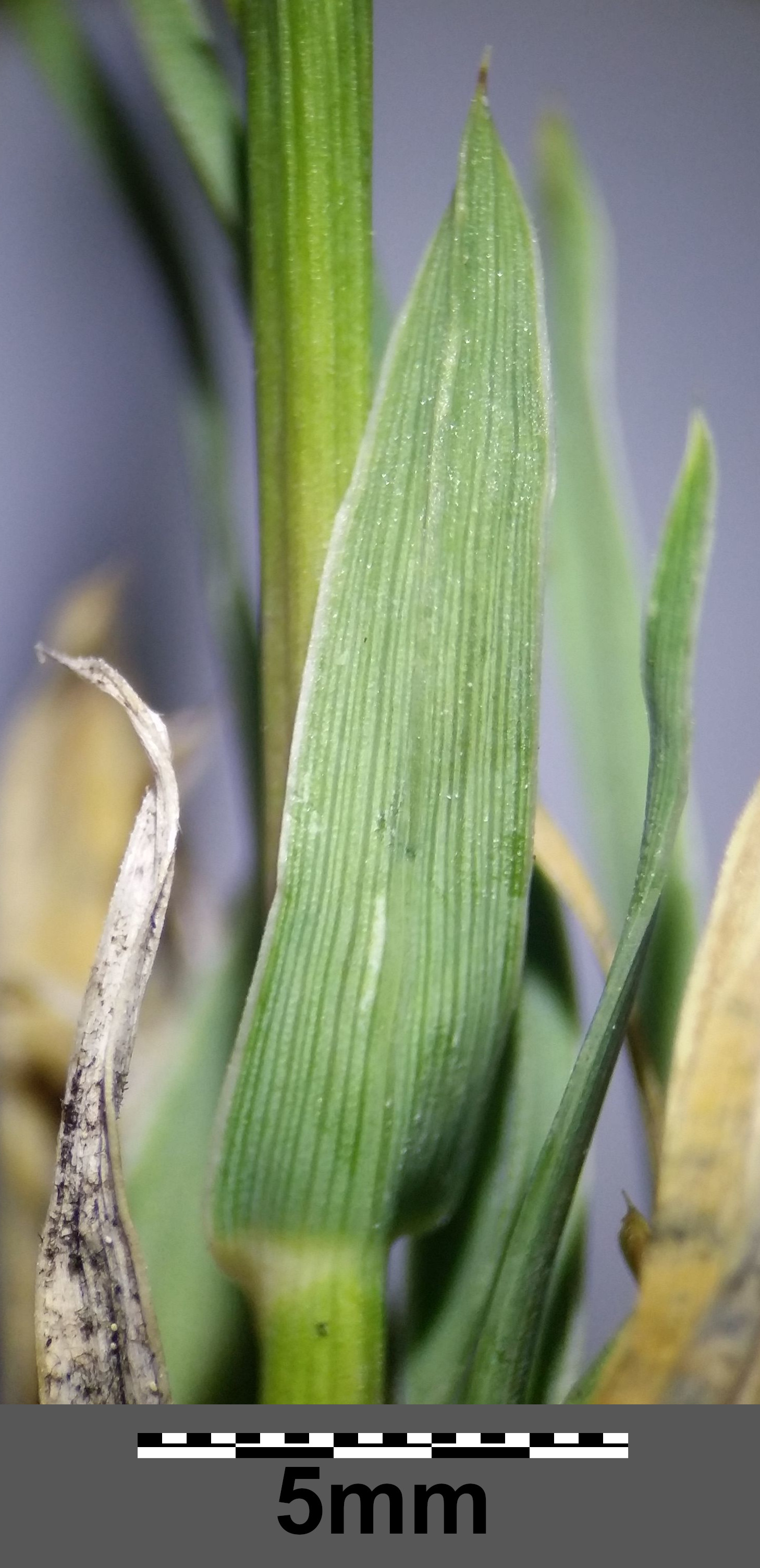
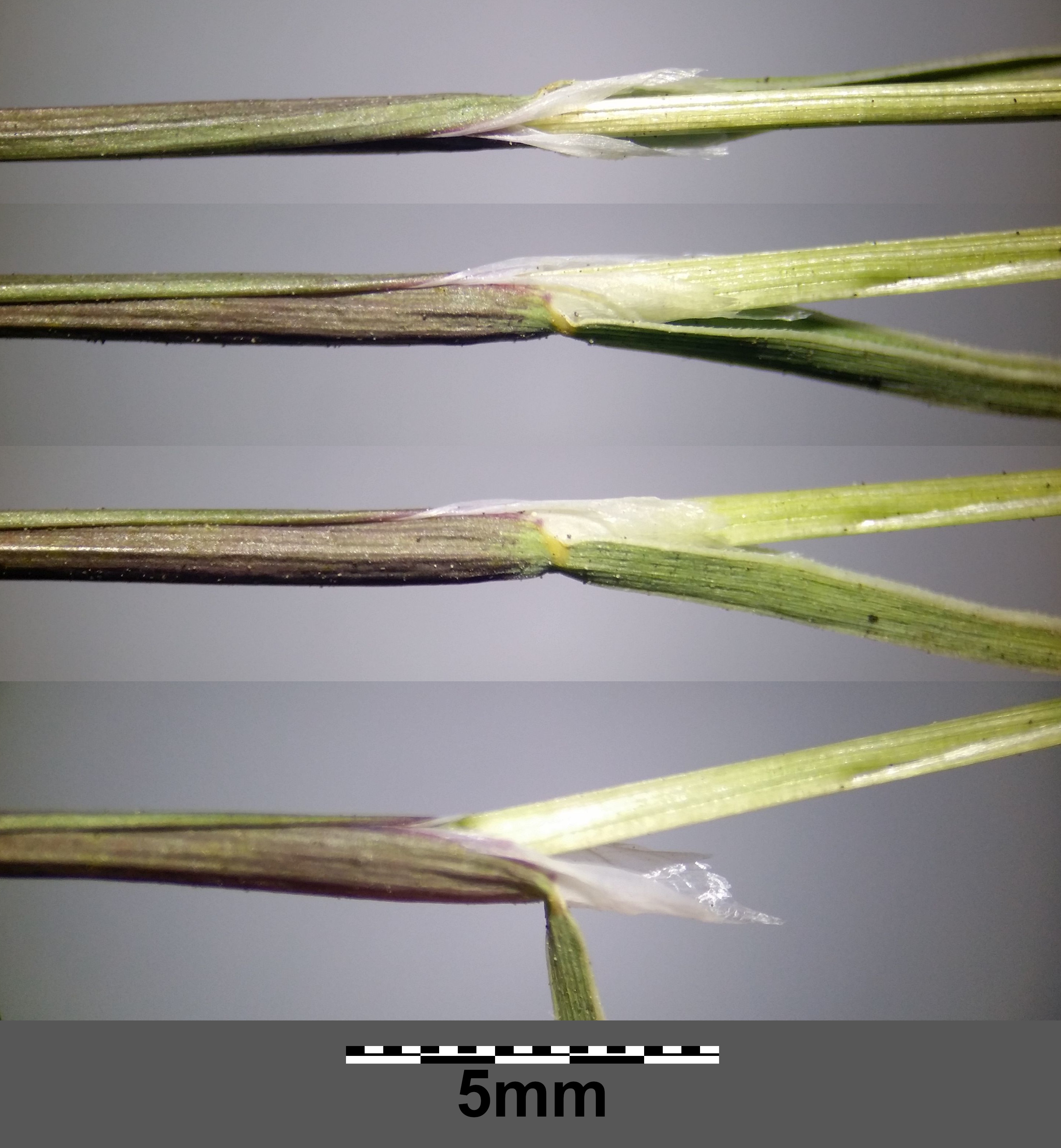
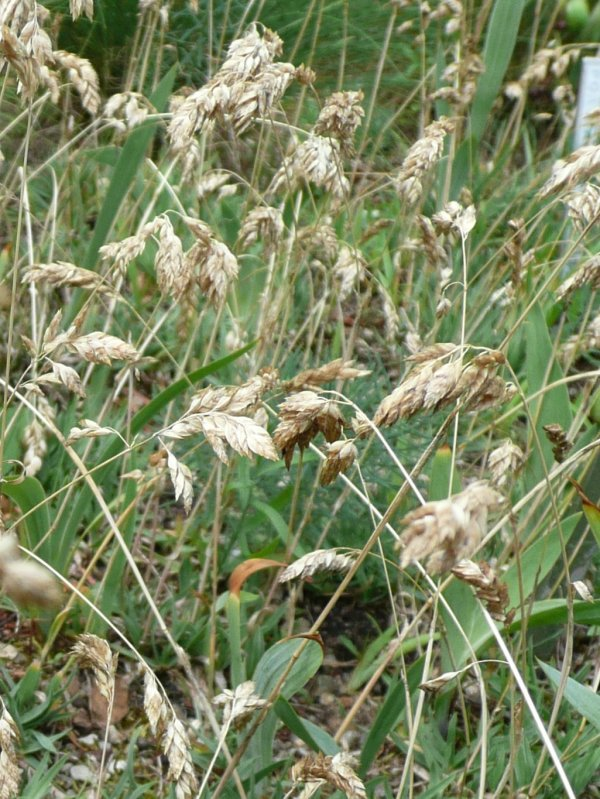
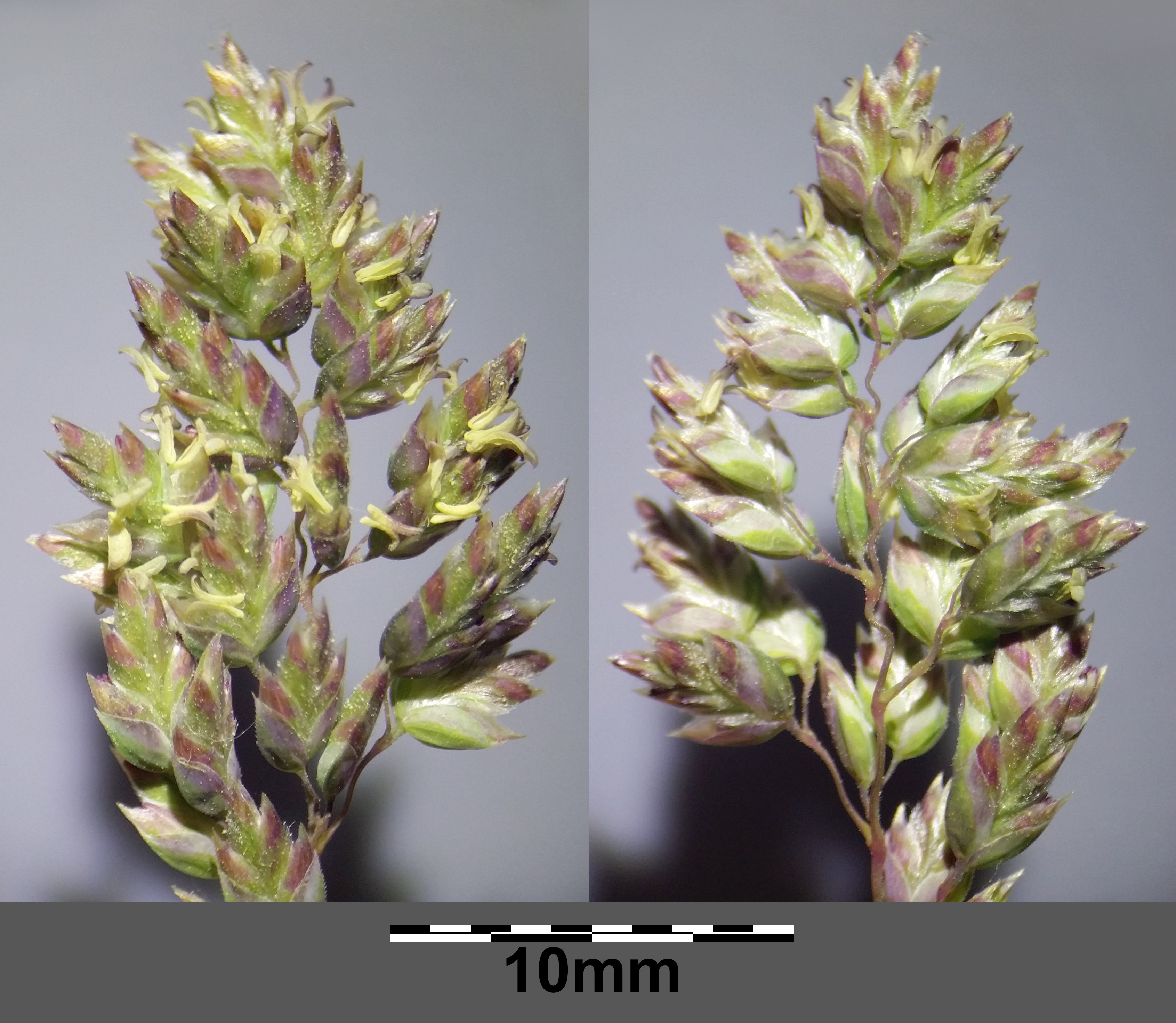
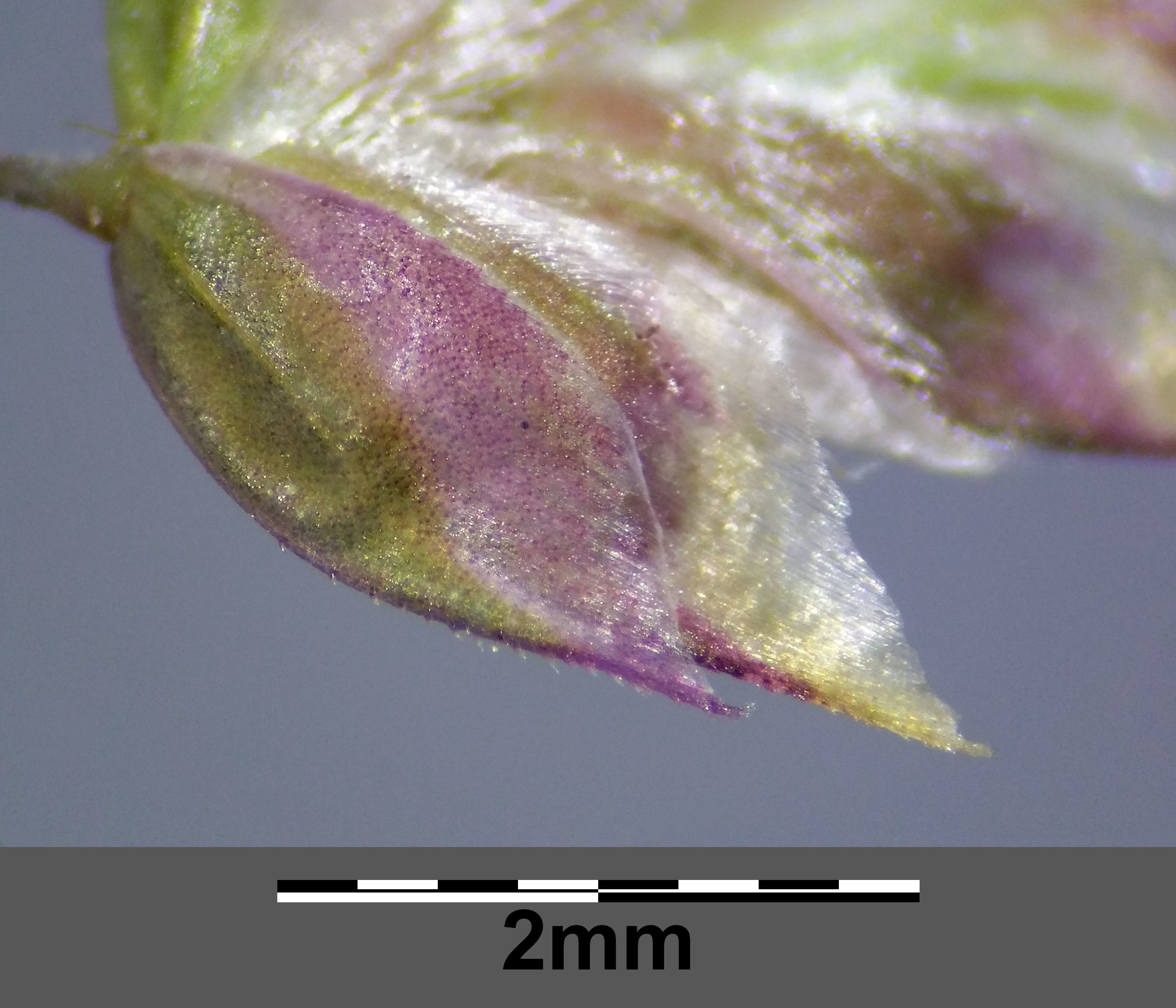
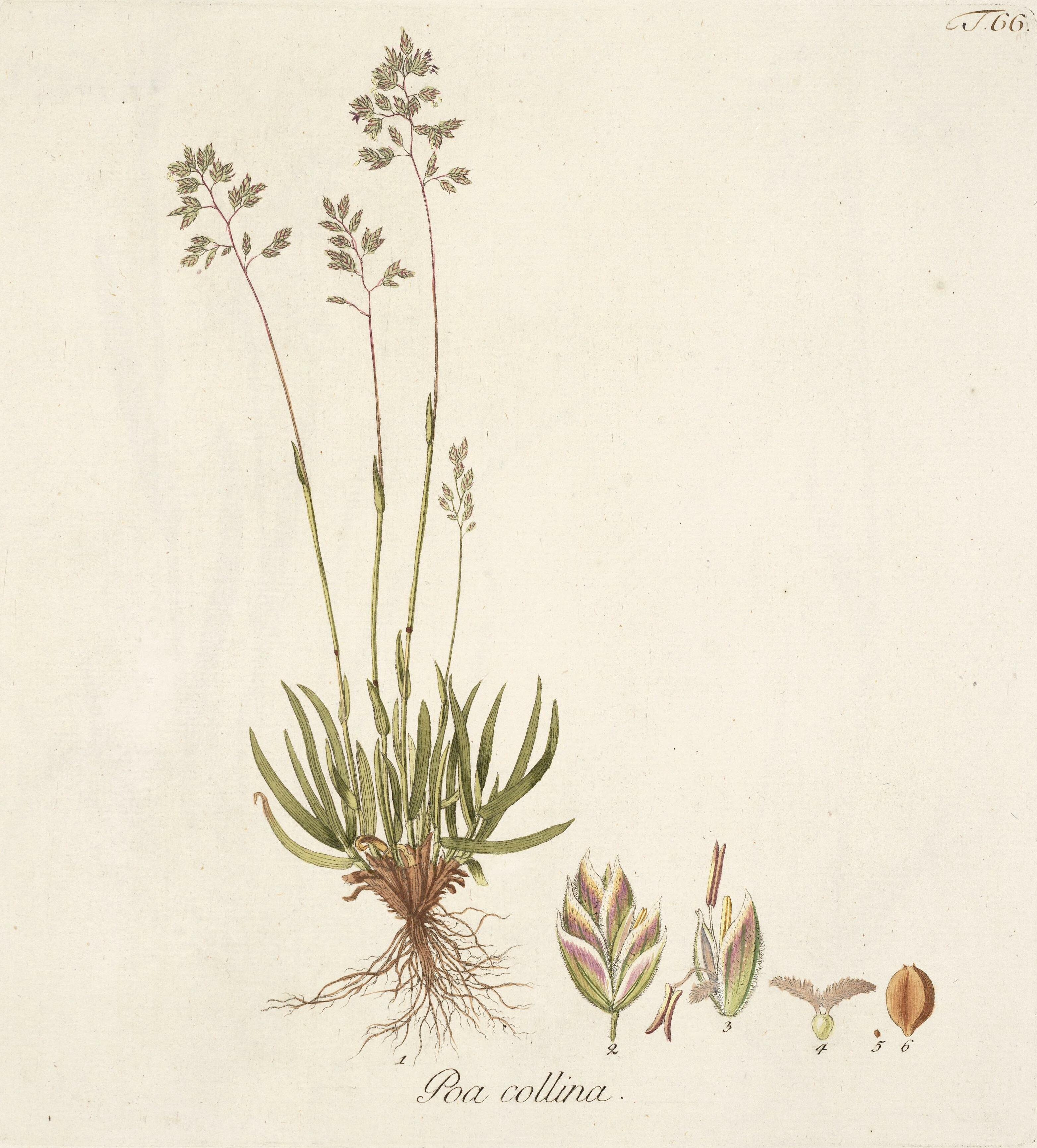